# Simbario
Simbario ist eine süditalienische Gemeinde (comune) mit 921 Einwohnern (Stand 31. Dezember 2023) in der Provinz Vibo Valentia in Kalabrien. Die Gemeinde liegt etwa 22 Kilometer ostsüdöstlich von Vibo Valentia in der Serre Calabrese und grenzt unmittelbar an die Provinz Catanzaro.

## Verkehr
In der Gemeinde kreuzen sich die Strada Statale 110 di Monte Cucco e Monte Pecoraro von Monasterace nach Pizzo mit der Strada Statale 182 delle Serre Calabre von Vibo Valentia nach Soverato sowie die Strada Statale 713 Trasversale delle Serre von Vazzano nach Argusto.